# Jones Jones Trio
Jones Jones Trio — новоджазовое трио, согданное в 2006 году Ларри Оксом (США), Марком Дрессером (США) и Владимиром Тарасовым (Литва).

## История
Трио «Jones Jones Trio» было создано 2006 году прославленными новоджазовыми импровизаторами — саксофонистом Ларри Оксом и контрабасистом Марком Дрессером, барабанщиком Владимиром Тарасовым.
Первое выступление состоялось в 2006 году в Сан-Франциско.

## Дискография
- «The Moscow Improvisations». CD, Not Now Records.[1]